# Dolmen von Kerbourg 1

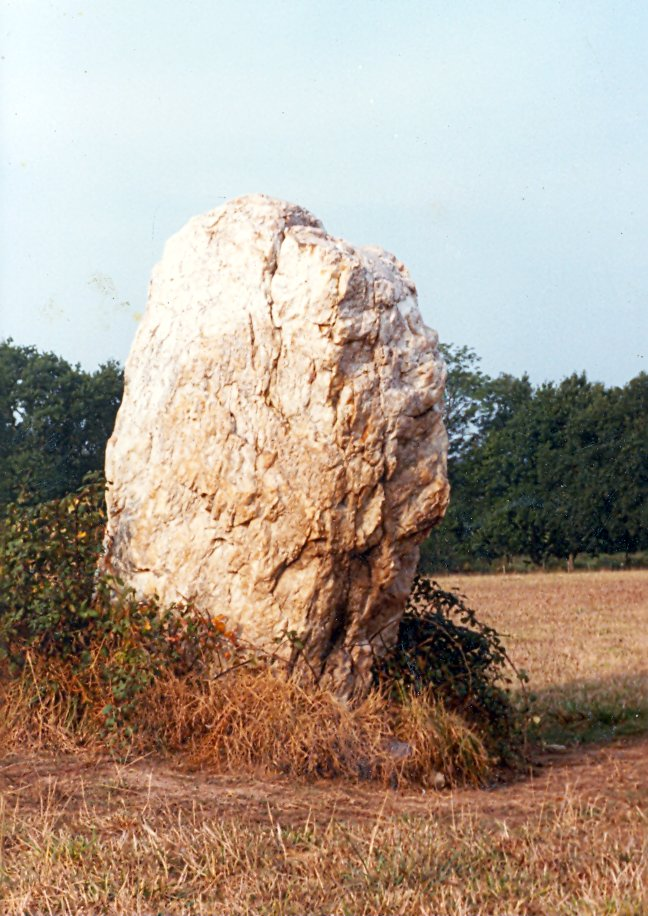
Der weiße Menhir

Der Dolmen von Kerbourg 1, auch (französisch Dolmen de l'ile de la Motte), ist eine Megalithanlage in der Gemeinde Saint-Lyphard im französischen Département Loire-Atlantique in der Region Pays de la Loire. Der Dolmen liegt etwas auf halber Strecke zwischen Saint-Lyphard und Guérande. Dolmen ist in Frankreich der Oberbegriff für Megalithanlagen aller Art (siehe: Französische Nomenklatur).

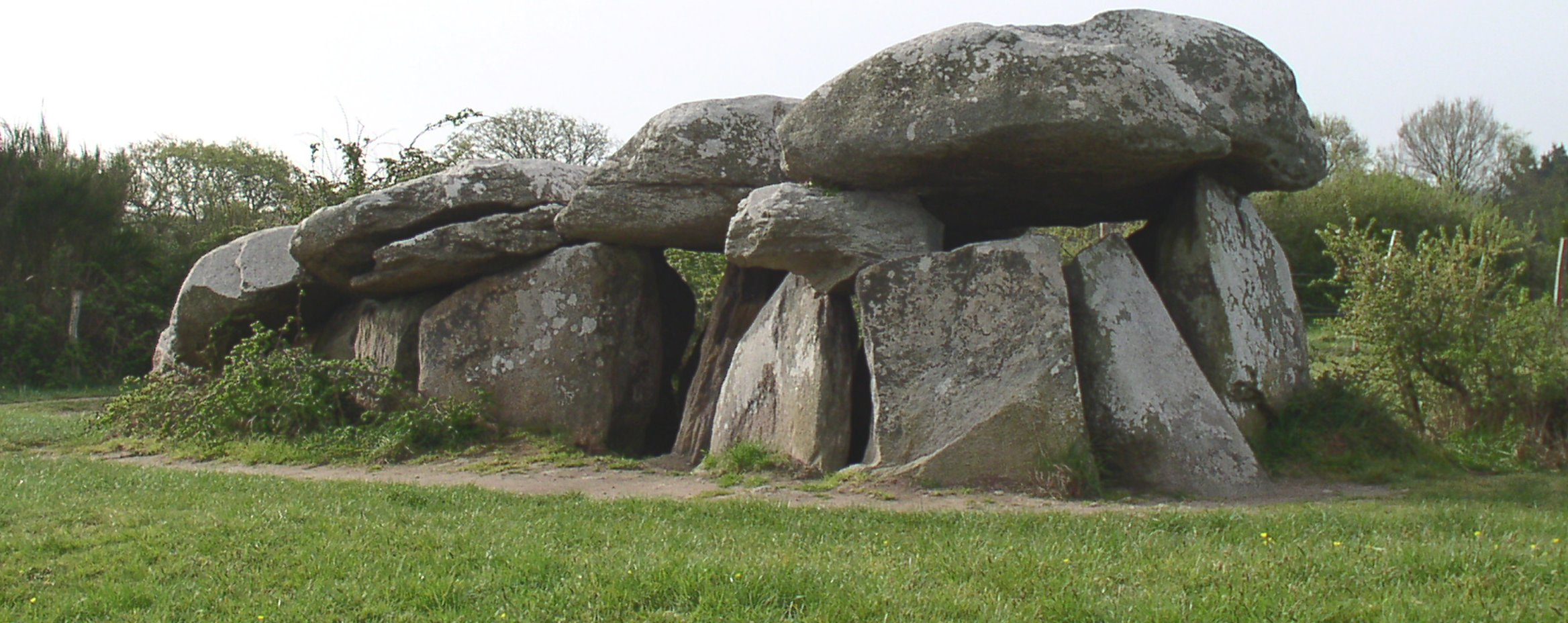
Der Dolmen von Kerbourg 1

Die aus dem Neolithikum (4500–4000 v. Chr.) stammende Allée couverte ist etwa acht Meter lang. Der Gang steigt relativ steil zu der von einem riesigen Granitblock bedeckten, drei Meter breiten Kammer an. Der deckende Erd- oder Steinhügel ist völlig abgetragen. Die gefundene Keramik stammt von einer um etwa 2000 v. Chr. erfolgten Nachnutzung der Anlage. 
In der Nähe befindet sich ein zweiter völlig zerstörter Dolmen (Kerbourg 2) und der Menhir de la Pierre Blanche (Weißer Menhir).
Der Dolmen liegt an der „Route Bleue et Megalithes“, einem archäologischen Pfad mit acht Dolmen und drei Menhiren, der bei La Chapelle des Marais, nordwestlich von St. Nazaire, beginnt und bei Pornic endet.
Seit 1951 sind beide Dolmen von Kerbourg als Monument historique geschützt.

## Tourismus
Über Saint-Nazaire bzw. Saint-Lyphard verläuft die Route Bleue (deutsch „Blaue Route“), an der elf bedeutende prähistorische Megalithmonumente liegen. Darunter befindet sich der Tumulus von Dissignac (No. 1) nahe der Stadt. Unter den Dolmen der Croix de Sandun (3), der Dolmen von Kerbourg (4), der du Riholo (5), der des Rossignols (6), der Tumulus von Mousseaux westlich von Pornic (9), der la Joselière (10) und der du Pré d’Aire (11) sind die Nr. 9–11 an der Pays de Rets besonders bekannt. Dazu kommen drei Menhire: der Menhir von Bissin (No. 2), der 2,1 m hohe Pierre de Couche (7) und der etwa 2,7 m hohe Menhir de la Pierre Attelée, (8), der seit 1992 als historisches Denkmal klassifiziert ist.